# Wolf ohne Fährte
Wolf ohne Fährte ist der erste Kriminalroman von Tony Hillerman. Unter dem Titel The Blessing Way erschien er 1970 in englischer Sprache, deutschsprachig erstmals 1972.

## Kontext
Wolf ohne Fährte ist ein Ethno-Krimi, der im Nordosten des US-Bundesstaates Arizona in der dünn besiedelten Navajo Nation Reservation spielt. Detektiv ist der Polizist Joe Leaphorn, Navajo (Diné) und Beamter der Navajo Tribal Police (Polizei der Navajo Nation Reservation). Der Roman lebt von der Spannung zwischen moderner Industrie- und Konsumgesellschaft einerseits und den nach traditionellen Werten und Bräuchen der Navajo Lebenden andererseits. Deren Darstellung, die Schilderung von Jahreszeiten, Gebräuchen und Landschaften nehmen viel Raum ein. Das ist nicht bloß eine exotische Kulisse. Vielmehr ergeben sich aus diesem traditionellen Kontext für die Handelnden und die Leser Anhaltspunkte, die auf Täter, Motive und Möglichkeiten, das Verbrechen zu begehen, schließen lassen. Für die Leser eröffnet das eine interessante Perspektive auf die beschriebene Kultur. Nur in Bezug auf die Tradition der Diné sind die Kriminalfälle zu lösen.

„Ich habe geahnt, daß mit Jackson etwas nicht stimmt. Aber ich verließ mich darauf, daß er wie ein Navajo reagieren würde. Dabei reagierte er wie ein Weißer Mann.“

## Personen
- Joe Leaphorn, Ermittler der Navajo Tribal Police. Seine Dienststelle befindet sich in Window Rock, Arizona.
- Emma Leaphorn, seine Frau.
- Bergen McKee ist Professor der Ethnologie an einer Universität in New Mexico. Sein Spezialgebiet sind Antís (dem Äquivalent zu Werwölfen in der Vorstellung der Navajos). Er ist ein Schulfreund von Joe Leaphorn.
- Jeremy Canfield ist ein Kollege und Freund von McKee. Er befasst sich mit archäologischen Forschungen.
- George Jackson, ein Navajo, ist fremd in der Gegend.
- Eddie Poher, ein blonder Weißer, arbeitet mit George zusammen.
- Jimmie W. Hall, Ph.D. ist ein Elektronik-Experte, der in der Gegend Geräte testet.
- Ellen Leon ist die Freundin von Jim Hall.
- Luis Horseman, ein Navajo, ist Kleinkrimineller und befindet sich auf der Flucht.
- Billy Nez, der Bruder von Luis Horseman, ist 16 Jahre alt.
- Charlie Tsosie ist der Onkel von beiden und braucht dringend einen „Feindzauber“.

## Handlung
Joe Leaphorn sucht Luis Horseman und hat auch eine konkrete Vorstellung davon, wo er sich aufhalten müsste. Aber er findet sich ganz woanders. Bergen McKee forscht über und sucht deshalb nach Informationen zu Antís. Als er dem ersten begegnet wird es extrem gefährlich – nicht nur für ihn. Auch Billy Nez, der Bruder von Luis Horseman, sucht nach dem Antí. Ellen Leon sucht Jim Hall, was sich ebenfalls als extrem gefährlich erweist, und ein ganz anderes Ergebnis hat, als von ihr erwartet.

## Bezug zu anderen Werken
Tony Hillerman begann mit Wolf ohne Fährte eine Serie, die er zunächst um Joe Leaphorn als Ermittler und die Kultur der Navajo als Kontext aufbaute. Die Fortsetzung der Reihe ist der Kriminalroman Schüsse aus der Steinzeit (Dance Hall of the Dead).

## Ausgaben
- The Blessing Way. Harper & Row, New York 1970 (Erstausgabe).
- Wolf ohne Fährte
  - Rowohlt. Hamburg 1972, 1991, 1992, 1993, 1995, 1997, 2001.
  - Deutscher Bücherbund. Stuttgart 1992.
  - Büchergilde Gutenberg. Frankfurt 1995.